# Distretto di Hedelfingen
Il distretto di Hedelfingen è un distretto di Stoccarda.